# Tamanar
Tamanar (en tifinagh : ⵜⴰⵎⴰⵏⴰⵔ, en arabe : تمنار) est une ville du Maroc. Elle est située dans la région de Marrakech-Safi province d'Essaouira.

### Sources
- (en) Tamanar sur le site de Falling Rain Genomics, Inc.